# ジョアン・シリトレー
ジョアン・シリトレー（João Gabriel Schlittler　1985年2月10日 - ）は、ブラジルのリオデジャネイロ出身の柔道選手。階級は100kg超級。身長197cm。体重110kg。

## 人物
2004年の世界ジュニア100kg超級で7位になった。2007年にはパンアメリカン競技大会で2位になると、地元のリオデジャネイロで開催された世界選手権では銅メダルを獲得した。世界団体では2位になった。しかし、2008年の北京オリンピックでは7位に終わりメダルを獲得できなかった。2009年のパンナム選手権では2位だった。2011年のグランドスラム・リオデジャネイロでは優勝を飾った。しかしながら、この際のドーピング検査でアナボリックステロイドが検出されたために、IJFから2年間の出場停止処分が下されて、ロンドンオリンピックの代表争いに加わることができなかった。

## 主な戦績
- 2004年 - 世界ジュニア　7位
- 2007年 - パンアメリカン競技大会　2位
- 2007年 - 世界選手権　3位
- 2007年 - ミリタリーワールドゲームズ　2位
- 2007年 - 世界団体　2位
- 2008年 - 北京オリンピック　7位
- 2009年 - パンナム選手権　2位
- 2011年 - グランドスラム・リオデジャネイロ　優勝